# 失去的記憶 (探險活寶)
〈失去的記憶〉（英語：I Remember You）是《探險活寶》第四季的第25集。在卡通頻道2012年10月15日播出。本集以阿寶和老皮為主角。在這一集裡，艾薇爾與冰霸王共同寫作一首歌，艾薇爾試讓冰霸王記得原來的自己。顯示艾薇爾和冰霸王在一千多年以前發生災難性事件的蘑菇戰爭之後互相認識。